# متنزه فيرونا بيتش الحكومي
متنزه فيرونا بيتش الحكومي، تبلغ مساحته 1,735 أكثر (7.02 كـم2) متنزه حكومي تقع على الشاطئ الشرقي لبحيرة إيرلندا في بلدة فيرونا، مقاطعة إرلندا، نيويورك. تقع الحديقة في نيويورك 13 شمال غرب مدينة إيرلندا وجنوب سيلفان بيتش. يدخل إيرلندا كريك بحيرة إيرلندا جنوب المتنزه.

## تاريخ
قبل أن تشتريها ولاية نيويورك في الأربعينيات من القرن الماضي كانت معظم المنطقة التي ستصبح الحديقة عبارة عن منطقة مملوكة للقطاع الخاص تُعرف باسم بستان ناب وتم الحفاظ على العديد من الأشجار الكبيرة تحت الملكية الخاصة مما يساهم في الغابة الناضجة الموجودة في الكثير من ممتلكات الحديقة اليوم.
في عام 1944، وافق مجلس ولاية نيويورك للمتنزهات على الاستحواذ الأولي على أرض فيرونا بيتش ستيت بارك. بحلول عام 1962، تم شراء 59 قطعة تضم 1355 فدانًا (5 كم 2) بتكلفة قدرها 276300 دولار. زادت الهكتارات النهائية، التي تم شراؤها في 1969-70، من حجم الحديقة إلى 1735 فدانًا (7 كم 2) بتكلفة إجمالية قدرها 288,888 دولارًا أو ما يقرب من 166 دولارًا للفدان. [بحاجة لمصدر]
يتم تشغيل الحديقة من قبل مكتب ولايات نيويورك للمتنزهات والترفيهاة والمحافظات التاريخية (المنطقة الوسطى).

## المنشأة

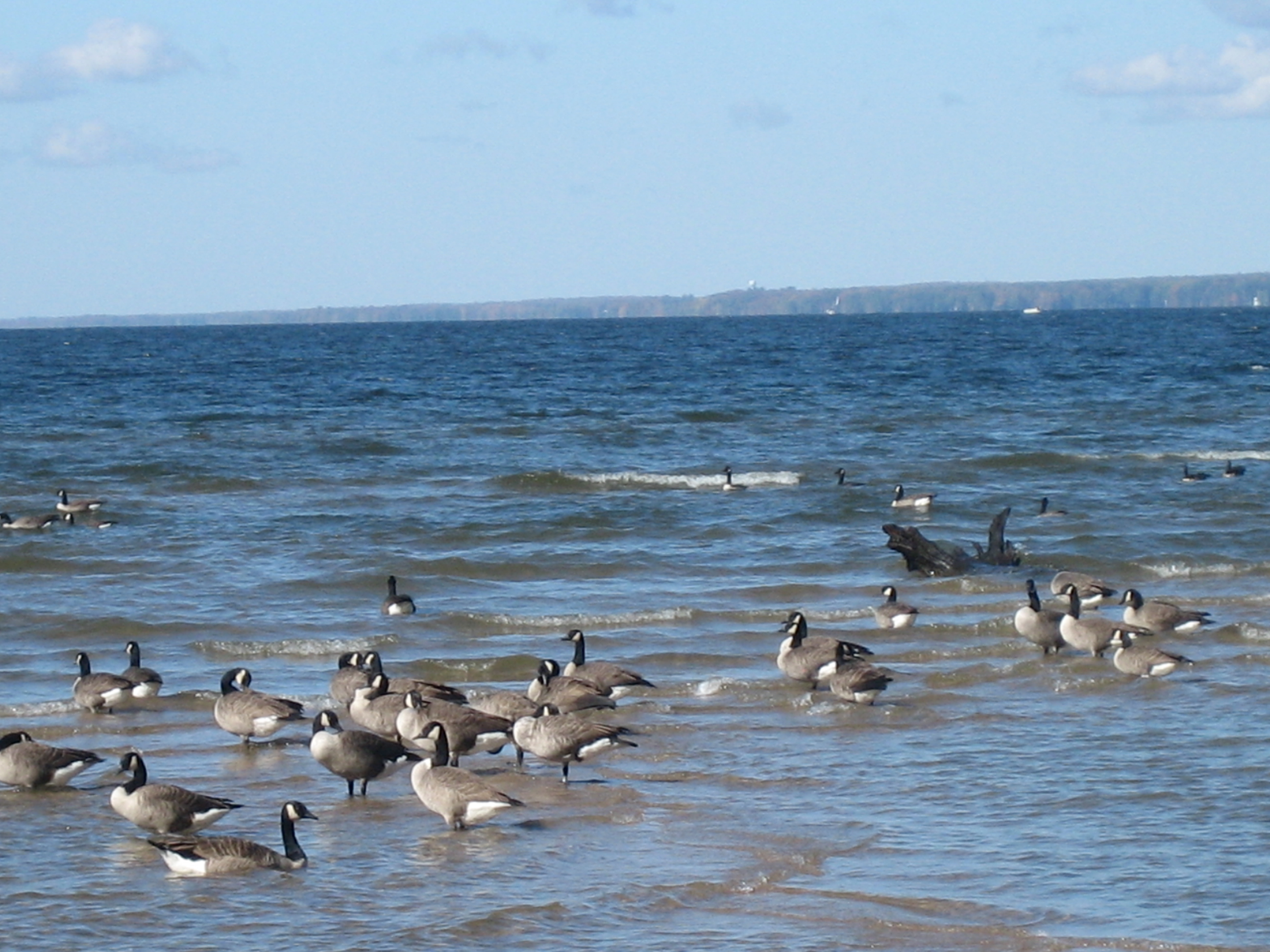
أوز كندا على بحيرة أونيدا، متنزه ولاية فيرونا بيتش

تقع الحديقة على مساحة 1735 فدانًا (7 كم 2) على طول الشاطئ الشرقي لبحيرة إرلندا وتضم موطنًا متنوعًا من الأراضي الرطبة، وتوفر مرافق لمجموعة متنوعة من الأنشطة في الهواء الطلق.
توفر الحديقة شاطئًا بطول ثلاثة أرباع (1.2 كم) خاضع للإشراف، وحمام، وموقف امتياز، وجناح نزهة مغلق وثلاثة ملاجئ للنزهات، و 46 موقعًا للتخييم مع مبنى ترفيهي، والعديد من مواقع النزهة. هناك أربعة أميال (6.4 كم) من المسارات الطبيعية للمشي لمسافات طويلة وثمانية أميال (13 كم) من ظهور الخيل ومسارات الدراجات الجبلية التي تصبح مسارات للتزلج الريفي على الثلج وعربات الجليد خلال فصل الشتاء. كما يُسمح أيضًا بصيد الغزلان والطيور الصغيرة والطيور المائية، وكذلك الصيد والصيد على الجليد.
في عام 2013 تم الإعلان عن تحسينات بقيمة 4.3 مليون دولار لمتنزه حديقة فيرونا بيتش الحكومية بما في ذلك حمام جديد وامتياز جديد للطعام وجناح نزهة مغلق وثلاثة ملاجئ للنزهات لاستبدال خيام الإيجار المؤقتة في الحديقة ومنطقة وقوف السيارات التي أعيد بناؤها.
تضم الحديقة حوالي 35 موظفًا موسميًا. إنه مفتوح للاستخدام اليومي خلال عيد العمال، وبعد ذلك يتم إغلاق الشاطئ، على الرغم من أن المخيمات مفتوحة خلال يوم كولومبوس في أكتوبر وتظل مسارات المشي مفتوحة طوال العام. رسوم الاستخدام اليومي 7 دولارات لكل سيارة يفتح الشاطئ من الساعة 11 صباحًا حتى الساعة 7 مساءً. يوميا خلال أشهر الصيف.

## روابط خارجية
- متنزهات ولاية نيويورك: متنزه ولاية فيرونا بيتش
- فيرونا بيتش ستيت بارك الخريطة